# Agapetus marlo
Agapetus marlo is een schietmot uit de familie Glossosomatidae. De soort komt voor in het Nearctisch gebied.